# A Seychelle-szigetek zászlaja

1977–1996 között használták

1976–1977 júniusáig használták

A Seychelle-szigetek zászlaja a Seychelle-szigetek egyik nemzeti jelképe.
Az eredeti zászlót az ország függetlenségének napján 1976. június 29-én adoptálták. 1977-ben a régi zászló helyett bevezették a Seychelle-i Egyesült Néppárt vörös, fehér, zöld zászlaját. A mostani zászlót 1996. január 8-án adoptálták.
A zászló a két legnagyobb politikai párt lobogóinak kombinálásával jött létre. A Demokrata Pártot a kék és a sárga szín képviseli, a Seychelle-i Egyesült Néppártot pedig a vörös, a fehér és a zöld.
A kék szín egyébként az eget és a tengert, a sárga a napot, a vörös a szigetvilág népét szimbolizálja, illetve a nép eltökéltségét a közös munkában, a fehér, a legnagyobb, a társadalmi igazságosságot és harmóniát, a zöld pedig az ország földjét.